# Beleš
Beleš (em cirílico: Белеш) é uma vila da Sérvia localizada no município de Dimitrovgrad, pertencente ao distrito de Pirot, na região de Visok. A sua população era de 761 habitantes segundo o censo de 2011.

## Demografia
| 1948 | 1953 | 1961 | 1971 | 1981 | 1991 | 2002 | 2011 |
| ---- | ---- | ---- | ---- | ---- | ---- | ---- | ---- |
| 380  | 374  | 301  | 468  | 664  | 784  | 830  | 761  |